# Clément-Rochelle
Clément et Rochelle war ein französischer Hersteller von Automobilen.

## Unternehmensgeschichte
Das Unternehmen aus Clamart begann 1927 mit der Produktion von Automobilen. Der Markenname lautete Clément-Rochelle. 1930 endete die Produktion. Insgesamt entstanden etwa 100 Fahrzeuge.

## Fahrzeuge
Im Angebot standen Kleinwagen. Für den Antrieb sorgten Vierzylindermotoren von Ruby mit 1097 cm³ Hubraum. Im Modell D leistete der Motor 30 PS, im Modell DS 35 PS und im Modell K mit Hilfe eines Kompressors 50 PS. Es gab die Karosserieformen Coupé, Cabriolet, zweitürige Limousine und offener Zweisitzer. Eine Besonderheit war die Einzelradaufhängung aller vier Räder.
Ein erhalten gebliebenes Fahrzeug vom Typ C aus dem Jahr 1929 wurde am 19. Februar 1994 durch das Auktionshaus Poulain Le Fur für 43.000 Franc versteigert.